# Imber
Imber är en by i civil parish Heytesbury, i distriktet Wiltshire, i grevskapet Wiltshire, i England. Byn är belägen 10 km från Warminster. Imber var en civil parish fram till 1991 när blev den en del av Heytesbury. Civil parish hade 0 invånare år 1961. Byn nämndes i Domedagsboken (Domesday Book) år 1086, och kallades då Imemerie.